# Bruck-Mürzzuschlag
Bruck-Mürzzuschlag är ett distrikt i förbundslandet Steiermark i Österrike. Distriktet bildades den 1 januari 2013 genom en sammanslagning av distrikten Bruck an der Mur och Mürzzuschlag.
Distriktet består av 19 kommuner, varav fem stadskommuner och tio köpingskommuner:

Kommunerna i distriktet Bruck-Mürzzuschlag.

Stadskommuner (Stadtgemeinden):
- Bruck an der Mur
- Kapfenberg
- Kindberg
- Mariazell
- Mürzzuschlag

Köpingskommuner (Marktgemeinden):
- Aflenz
- Breitenau am Hochlantsch
- Krieglach
- Langenwang
- Neuberg an der Mürz
- Sankt Barbara im Mürztal
- Sankt Lorenzen im Mürztal
- Sankt Marein im Mürztal
- Thörl
- Turnau

Kommuner (Gemeinden):
- Pernegg an der Mur
- Spital am Semmering
- Stanz im Mürztal
- Tragöß-Sankt Katharein